# Панкратий Тавроменийский
Панкра́тий Тавромени́йский, Антиохи́йский (др.-греч. Ὁ Ἅγιος Παγκράτιος ὁ Ἱερομάρτυρας Ἐπίσκοπος Ταυρομενίας — святой Панкратий священномученик, епископ Тавроменийский; I век) — священномученик, ученик апостола Петра, поставленный апостолами Петром и Павлом епископом Тавромения. Память в Православной церкви 9 февраля (22 февраля) и 9 июля (22 июля).
Родители Панкратия жили в Антиохии. Отец ещё до распятия Христа уверовал и сблизился с его учениками, особенно с апостолом Петром. Впоследствии вся семья была крещена в Антиохии одним из апостолов.

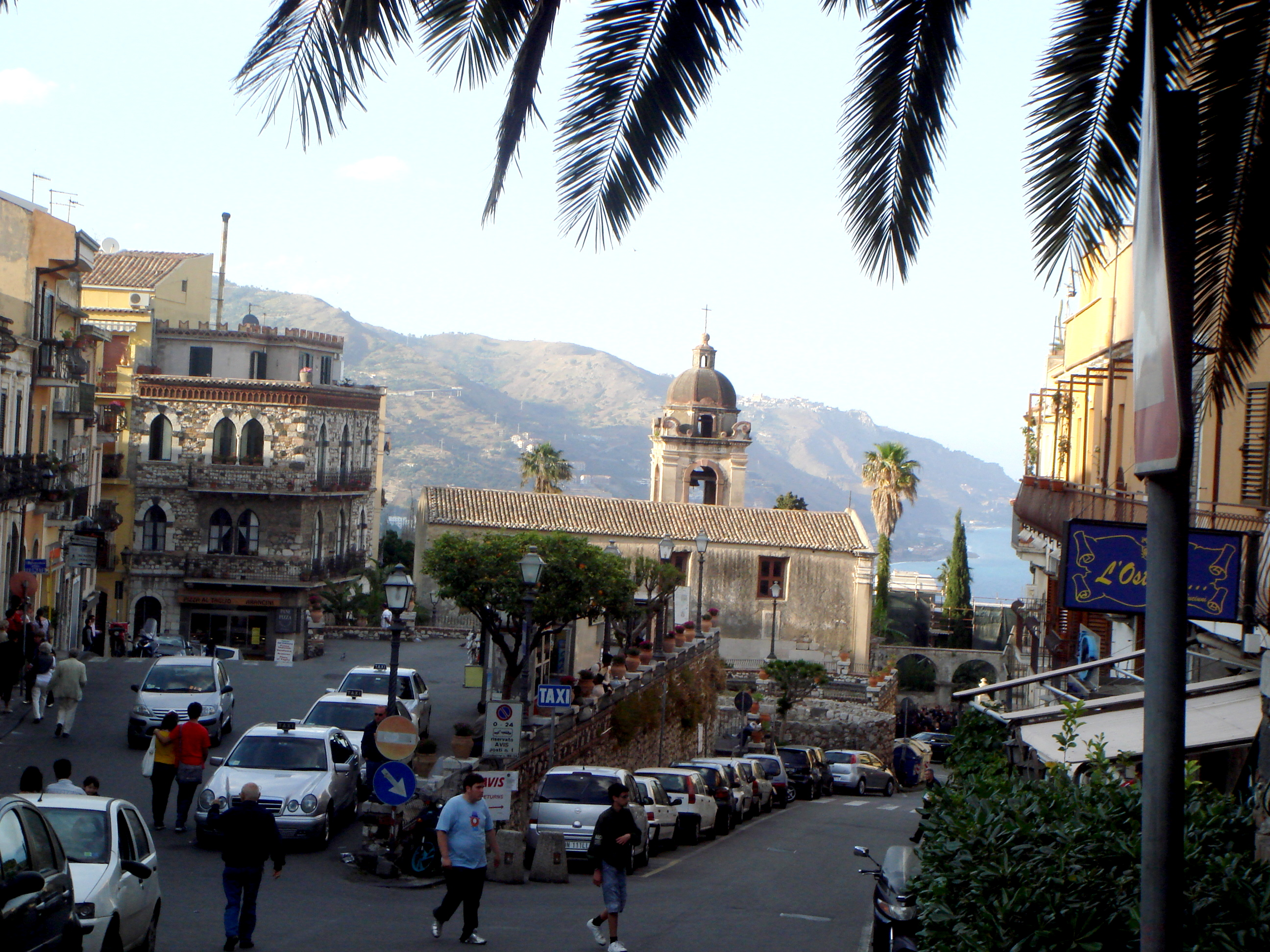
Церковь в Таормине

После смерти родителей Панкратий вёл отшельническую жизнь в Понтийских горах.
Рукоположён Петром и Павлом в епископа Тавроменийского в Киликии.
Согласно житию, в Тавромении «святитель Панкратий усердно трудился над христианским просвещением народа. В течение одного месяца он построил храм, где совершал Богослужение. Число верующих быстро росло, и вскоре почти все жители Тавромения и окрестных городов приняли христианскую веру. Много лет святой Панкратий мирно управлял своей паствой. Однажды язычники восстали на святителя и, выбрав подходящее время, внезапно напали на него и побили камнями».
Мощи святителя покоятся в храме его имени в городе Риме.
В Таормине (современное название Тавромения) также есть церковь во имя святого.